# بوزیازی
بوزیازی (به ترکی استانبولی: Bozyazı) شهری است در کشور ترکیه که در استان مرسین واقع شده‌است. جمعیت این شهر بر اساس سرشماری سال ۲۰۰۸ میلادی ۱۵٬۶۱۸ نفر و بر اساس برآوردهای سال ۲۰۰۹ میلادی ۱۵٬۸۲۲ نفر می‌باشد.